# Juryj Antanovič
Juryj Baljar'javič Antanovič (in bielorusso Юрый Валяр’янавіч Антановіч?; in russo Юрий Валерьянович Антонович?, Jurij Valer'janovič Antonovič; Leningrado, 2 giugno 1967) è un allenatore di calcio ed ex calciatore bielorusso, di ruolo difensore.

## Palmarès

### Giocatore

#### Competizioni nazionali
- Campionato bielorusso: 1

Dinamo Minsk: 1992
- Coppa di Bielorussia: 1

Dinamo Minsk: 1992